# Deweyville, Texas
Deweyville är en så kallad census-designated place i Newton County i Texas. Vid 2020 års folkräkning hade Deweyville 571 invånare.